# 速秋津日子神與速秋津比賣神
合稱為水戶神的速秋津日子神（ハヤアキツヒコノカミ，或寫成速秋津比古神）與速秋津比賣神（ハヤアキツヒメノカミ）為《古事記》之記載，《日本書紀》則記作速秋津日命（ハヤアキツヒノミコト），祂們是日本神話中的水神。

## 概要

### 日本書紀之記載
按《日本書紀》卷第一記載伊奘冉尊與伊奘諾尊產兒的情節中，其中第六種說法謂此二神共生完大八洲國後，接著吹撥之氣化成風神級長戶邊命，飢餓時生下倉稻魂命，復生海神少童命、山神山祇、水門神速秋津日命、木神句句廼馳、土神埴安神等。

### 古事記之記載
據《古事記》上卷之記錄，伊邪那岐命和伊邪那美命產完大八島國、自吉備兒島至天兩屋島等六島後，接著產神。生下的神明依序為：大事忍男神、石土毘古神、石巢比賣神、大戶日別神、天之吹男神、大屋毘古神、風木津別之忍男神、海神大綿津見神，接著產下水戶神，也就是速秋津日子神、速秋津比賣神。這對掌管河川及海洋的兄妹神另外生下四對八位神明：
- 沫那藝神（あはなぎのかみ）、沫那美神（あはなみのかみ）
- 頰那藝神（つらなぎのかみ）、頰那美神（つらなみのかみ）
- 天之水分神（あめのみくまりのかみ）、國之水分神（くにのみくまりのかみ）
- 天之久比奢母智神（あめのくひざもちのかみ）、國之久比奢母智神（くにのくひざもちのかみ）

後來在葦原中國平定、大國主神讓國的橋段裡，建御雷神依約在出雲國多藝志之小濱，替大國主神建造天之御舍，並命令水戶神之孫櫛八玉神為廚師，獻天御神饌時，櫛八玉神化為鵜鳥鑽入海底，啣出黏泥作成許多容器，啣海藻之莖柄作為燧臼，以海蓴之莖柄作燧杵，而鑽木取火。

## 解說
在日文裡「水戶神」具有「港口之神」的意味，由於古時候大多以河川出海口為港口，故水戶神就是河口之神。而河水帶走一切汙穢，所以為「除祓之神」。神名裡的「速（ハヤ）」表示河流湍急之意；「秋津（アキツ）」亦可寫成「明津」，意指「禊祓」（袪除污穢的淨化儀式）。在《大祓詞》裡記載坐鎮在河流漩渦的瀨織津姬神讓身上的罪惡汙穢沖刷入海：
|  | なば 荒潮の潮の八百道の八潮道の潮の八百会に坐す速開都比売と云ふ神 持ち加加呑み |

|  | 四面而來的海浪形成漩渦，在此請「速開都比賣」降臨，張開巨大的嘴將其全部吞下，沉入海底 |

其中「速開都比賣神」與速秋津比賣神乃同一神。

## 信仰
日本祭祀速秋津日子神與速秋津比賣神的神社主要有下列：
- 湊口神社（兵庫縣南淡路市）
- 由良湊神社（兵庫縣洲本市）
- 五泉八幡宮（新潟縣五泉市宮町）
- 湊神社（新潟縣村上市）
- 水神社（長崎縣壹岐市勝本町）
- 和多津美神社（長崎縣壹岐市郷之浦町）
- 利川神社（鳥取縣鳥取市青谷町）
- 伊努神社（島根縣出雲市西林木町）
- 賣布神社（島根縣松江市和多見町）
- 鳴神社（和歌山縣和歌山市）
- 甲波宿禰神社（群馬縣澀川市）
- 甲波宿禰神社（群馬縣吾妻郡東吾妻町）
- 安福河伯神社（宮城縣亘理郡亘理町）
- 瀨戶比古神社（石川縣鹿島郡中能登町）
- 祓戶神社（鹿兒島縣霧島市）
- 川裾宮唐崎神社（滋賀縣高島市）
- 佐久奈度神社（滋賀縣大津市）
- 多和神社（香川縣讚岐市）
- 須須岐水神社（長野縣千曲市）
- 惣社水分神社（奈良縣宇陀市）
- 宇太水分神社上宮（奈良縣宇陀市）
- 都祁水分神社（奈良縣奈良市都祁友田町）

## 關連項目
- 伊奘諾尊
- 伊奘冉尊
- 祓戶大神
- 瀨織津姬神
- 水分神
- 水神

### 引用
1. ↑  請注意《日本書紀》僅記錄單獨一神，而非男、女二神。
2. ↑  即今出雲大社。
3. ↑  日本神道祈禱用的祝詞。

## 外部連結
- （日語）大祓詞(おほはらひのことば)
- （日語）淡路島由良湊神社公式ホームページ[永久]